# 梅窩文武廟

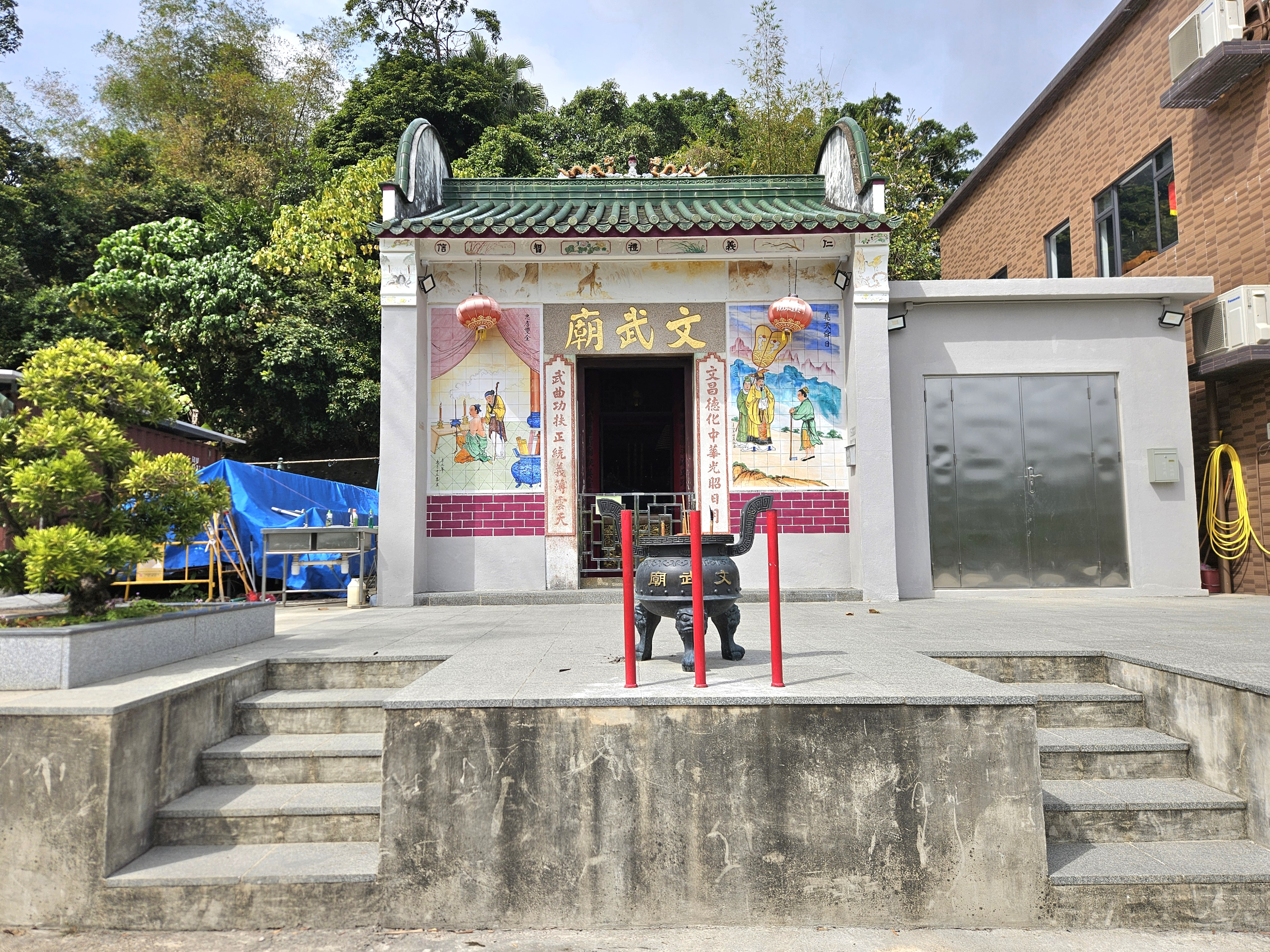
梅窩文武廟

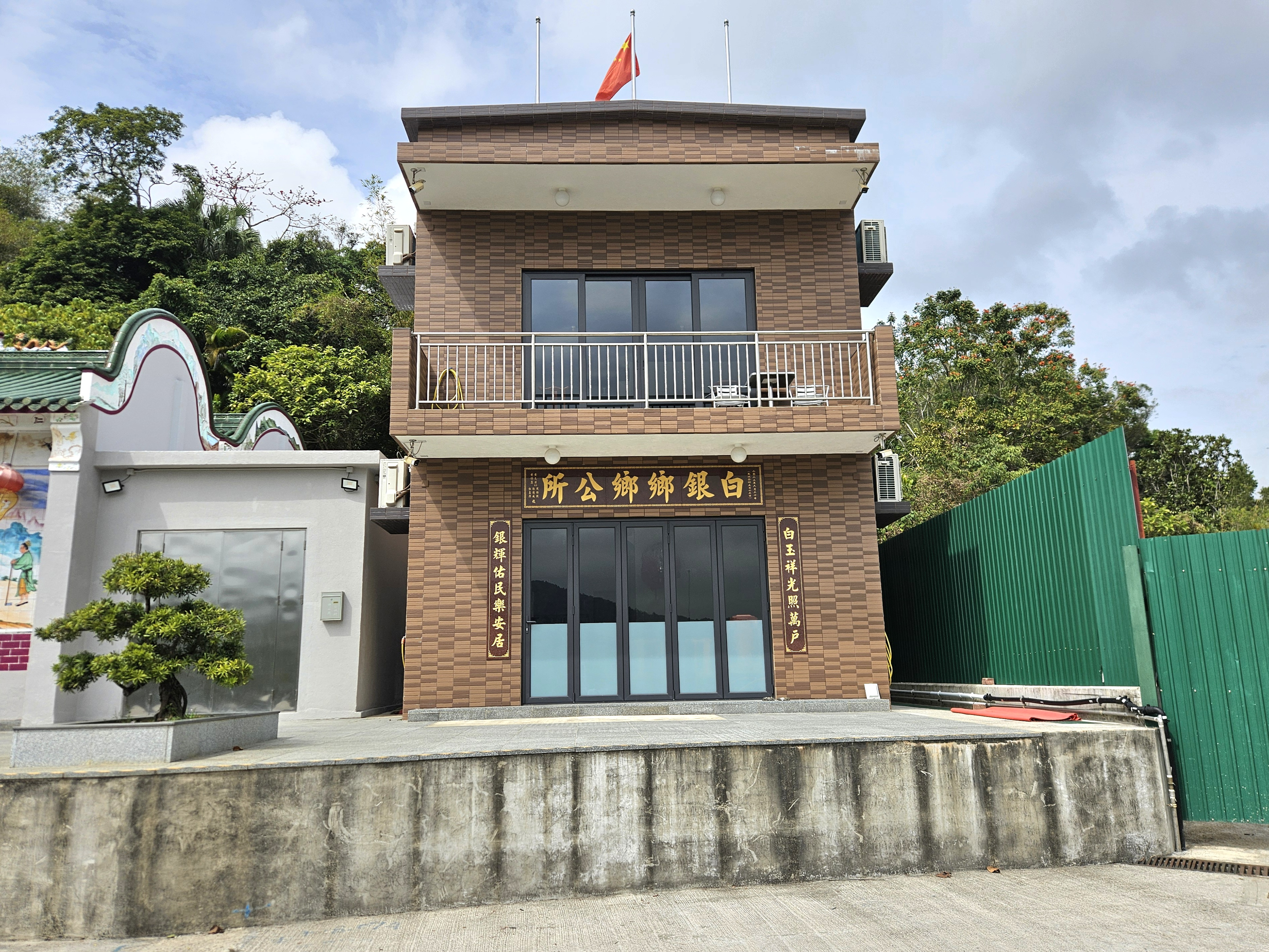
文武廟旁的白銀鄉鄉公所

梅窩文武廟是香港一所文武廟，位於新界大嶼山梅窩白銀鄉，是當地最古老的廟宇，建於明朝萬曆年間（1573年至1620年），較香港開埠初期設立的上環文武廟還要早二百多年。梅窩文武廟面積較小，不過規模尚算完整，供奉文帝文昌帝君和武帝關聖帝君。廟宇曾於光緒二十七年（1901年）及1960年重修。

## 外部連結
维基共享资源上的相關多媒體資源：梅窩文武廟